# Бубни (Лубенський район)
Бу́бни — село в Україні, у Чорнухинській громаді Лубенського району Полтавської області. Населення становить 318 осіб. Колишній орган місцевого самоврядування — Луговиківська сільська рада.

## Населення

### Мова
Розподіл населення за рідною мовою за даними :
| Мова            | Кількість | Відсоток |
| --------------- | --------- | -------- |
| українська      | 310       | 97.48%   |
| російська       | 4         | 1.26%    |
| румунська       | 1         | 0.31%    |
| інші/не вказали | 3         | 0.95%    |
| Усього          | 318       | 100%     |

## Географія
Село Бубни знаходиться на березі річки Многа, вище за течією примикає село Яцини, нижче за течією на відстані 2 км розташоване село Луговики.

## Відомі люди
- Магадин Трихон — кобзар.